# Herman Sorgeloos
Herman Sorgeloos (1952) is een Belgisch licht- en decorontwerper, scenograaf en fotograaf. Door zijn werk in de jaren 80 en 90 in samenwerking met o.a. theatermaker Jan Decorte en choreografe Anne Teresa De Keersmaeker / Rosas leverde hij een bijdrage aan de vernieuwing van de podiumkunsten in Vlaanderen en Brussel.

## Opleiding
Herman Sorgeloos studeerde fotografie aan Sint-Lukas Brussel.

## Ontmoeting met Jan Decorte en Anne Teresa De Keersmaeker
Hij debuteerde in 1981 als theaterfotograaf op het Kaaitheaterfestival, het festival dat aan de basis lag van het huidige Kaaitheater. Zijn ontmoeting met Jan Decorte, op het moment dat die Maria Magdalena voorbereidde, was cruciaal. Alhoewel hij al vanaf Fase, Four Movements to the Music of Steve Reich (1982) de producties van Anne Teresa De Keersmaeker / Rosas begon te fotograferen, startte zijn samenwerking met haar pas officieel in 1984 met Elena’s Aria.

## Werk als fotograaf
Als fotograaf maakt Herman Sorgeloos geen onderscheid tussen dans en theater. Hij fotografeert ze principieel frontaal, vanuit het standpunt van de zaal - zoals ook het publiek de voorstelling te zien krijgt. Van opzij fotograferen heeft voor hem weinig zin. Wel wil hij op die frontale lijn heen en weer kunnen bewegen. Het is de architectuur, de geometrie van de choreografie die hem ook zelf tot bewegen dwingt. Zelf omschrijft Herman Sorgeloos zich niet als fotograaf. In een interview met Rekto Verso - tijdschrift voor kunst en kritiek stelt hij dat hij geen fotograaf is, en dat hij louter foto’s maakt. Hij ziet zich daarbij als dienaar van de acteurs en dansers op het podium. Volgens zijn bescheiden mening doen zij het werk, en niet hij. Ook primeert de architectuur van de voorstelling op zijn eigen inbreng of interpretatie. Ondanks die keuze voor een documenterende benadering, de architectuur van de choreografie vangen zonder er zelf deel van te willen uitmaken, stralen zijn foto’s toch een sterke sensibiliteit uit.
De bescheiden houding van Herman Sorgeloos doet geen afbreuk aan zijn belang als fotograaf. Zijn foto’s bepalen sinds het begin van de jaren 80 mee het beeld dat bij het publiek blijft hangen nadat de vluchtige opvoeringen van Anne Teresa De Keersmaeker / Rosas (en andere choreografen en theatermakers) die hij vastlegde zijn afgelopen, als een blijvend spoor van wat geweest is. Voor Anne Teresa De Keersmaeker vormt de grote bescheidenheid van Herman Sorgeloos precies de kracht van zijn foto’s. Volgens haar spreekt er een soort van objectieve framing uit. Toen Rekto Verso in 2011 een themanummer wijdde aan theaterfotografie was hij een van de vier behandelde fotografen, naast Koen Broos, Stef Stessel en Maarten Vanden Abeele.

## Werk als licht- en decorontwerper en scenograaf
De reden waarom Herman Sorgeloos zichzelf niet beschouwt als fotograaf is dat fotograferen voor hem geen voltijdse bezigheid is. Hij verzorgt bij podiumkunstenaars immers ook het licht of het decor, en geeft zo visueel mee vorm aan hun voorstellingen. Hij ontwierp zijn eerste decor in 1983. Sindsdien heeft als licht- en decorontwerper en scenograaf gewerkt voor o.a. Jan Decorte, Anne Teresa De Keersmaeker / Rosas, Jan Ritsema, Josse De Pauw, An de Donder, Fumiyo Ikeda, Sidi Larbi Cherkaoui en Pieter De Buysser.  Bij Anne Teresa De Keersmaeker / Rosas was hij verantwoordelijk voor het decorontwerp van Erts (1992), Mozart / Concert Arias. Un moto di gioia. (1992) Toccata (1993), Kinok (1994) en Amor constante, más allá de la muerte (1994), en voor het set- en lichtontwerp van 3 Solos for Vincent Dunoyer (1997), Quartett (1999) en With / for / by (1999).

## Boekpublicaties
Veel foto’s van Herman Sorgeloos werden afgedrukt in boeken, o.a. in:
- Rosas Album (Herman Sorgeloos, Theater Instituut Nederland, 1993, ISBN 90-6403-338-2)[4][5]
- Fase, four movements to the music of Steve Reich (Anne Teresa De Keersmaeker en Guy Gypens, Rosas, 2007, ISBN 978-90-9021732-1)[6][7]
- A Choreographer’s Score: Fase, Rosas danst Rosas, Elena’s Aria, Bartók (Anne Teresa De Keersmaeker en Bojana Cvejić, Mercatorfonds / Rosas, 2012, ISBN 978-90-6153541-6)[8][9]
- En Atendant & Cesena: A Choreographer’s Score (Anne Teresa De Keersmaeker en Bojana Cvejić, Mercatorfonds / Rosas, 2013, ISBN 978-94-6230012-5)[10][11]
- Vortex Temporum (Bojana Cvejić, Jean-Luc Plouvier en Gérard Grisey, Rosas, 2014, ISBN 978-90-8175573-3)[12]
- Drumming & Rain: A Choreographer’s Score (Anne Teresa De Keersmaeker en Bojana Cvejić, Mercatorfonds / Rosas, 2014, ISBN 978-94-6230048-4)[13][14]
- Work/Travail/Arbeid catalogue (Elena Filipovic, Mercatorfonds, 2015, ISBN 978-94-6230088-0)[15][16]
- Anne Teresa De Keersmaeker / Rosas 2007–2017 (Christian Lvowski, Mercatorfonds / Rosas / Actes Sud, 2018, ISBN 978-94-6230210-5)[17]

## Tentoonstellingen
De foto's van Herman Sorgeloos waren te zien in verschillende tentoonstellingen, o.a. in:
- Holland Festival 1993 (Amsterdam), juni 1993[18]
- Cultuurcentrum De Velinx (Tongeren), februari-maart 1998[19]
- RosasXX, Paleis voor Schone Kunsten (Brussel), oktober 2002 – januari 2003[20][21]

## Samenwerking met Anne Teresa De Keersmaeker / Rosas
Omdat Herman Sorgeloos sinds Fase de meeste producties Anne Teresa De Keersmaeker / Rosas heeft gefotografeerd, wordt hij vaak beschouwd als de huisfotograaf van Anne Teresa De Keersmaeker / Rosas – alhoewel sinds En Atendant (2010) het gezelschap ook regelmatig foto’s gebruikt van Rosas-medewerkster Anne Van Aerschot. Van de meeste (pers)foto’s die Herman Sorgeloos voor Anne Teresa De Keersmaeker/Rosas maakte, worden exemplaren bewaard in het archief van De Munt. Verschillende van zijn foto’s werden ook afgedrukt op affiches.
Producties van Anne Teresa De Keersmaeker / Rosas waaraan Herman Sorgeloos meewerkte:
- Fase, Four Movements to the Music of Steve Reich (Anne Teresa De Keersmaeker/Rosas, 1982): fotografie[24][25]
- Rosas danst Rosas (Anne Teresa De Keersmaeker/Rosas, 1983): fotografie[26][27]
- Elena's Aria (Anne Teresa De Keersmaeker/Rosas, 1984): fotografie[28]
- Bartók / Aantekeningen (Anne Teresa De Keersmaeker/Rosas, 1986): fotografie en lichtontwerp[29][30]
- Verkommenes Ufer / Medeamaterial / Landschaft mit Argonauten (Anne Teresa De Keersmaeker/Rosas, 1987): fotografie, licht- en decorontwerp[31]
- Bartók / Mikrokosmos (Anne Teresa De Keersmaeker/Rosas, 1987): fotografie en lichtontwerp[32][33]
- Ottone Ottone (Anne Teresa De Keersmaeker/Rosas, 1988): fotografie, lichtontwerp, decorontwerp en kostuums[34]
- Stella (Anne Teresa De Keersmaeker/Rosas, 1990): fotografie en decorontwerp[35][36]
- Achterland (Anne Teresa De Keersmaeker/Rosas, 1990): fotografie en decorontwerp[37][38][39]
- Rosa (Peter Greenaway/Anne Teresa De Keersmaeker/Rosas 1992): fotografie[40][41]
- Erts (Anne Teresa De Keersmaeker/Rosas, 1992): fotografie en decorontwerp[42][43]
- Mozart / Concert Arias. Un moto di gioia. (Anne Teresa De Keersmaeker/Rosas, 1992): fotografie en decorontwerp[44][45][46]
- Toccata (Anne Teresa De Keersmaeker/Rosas, 1993): fotografie en decorontwerp[47][48]
- Kinok (Anne Teresa De Keersmaeker/Rosas, 1994): fotografie en decorontwerp[49][50]
- Amor constante, más allá de la muerte (Anne Teresa De Keersmaeker/Rosas, 1994): fotografie en decorontwerp[51][52]
- Erwartung / Verklärte Nacht (Anne Teresa De Keersmaeker/Rosas, 1995): fotografie[53][54]
- Woud, three movements to the music of Berg, Schönberg & Wagner (Anne Teresa De Keersmaeker/Rosas, 1996): fotografie[55]
- 3 Solos for Vincent Dunoyer (Anne Teresa De Keersmaeker/Rosas, 1997): fotografie, set- en lichtontwerp[56][57]
- Just before (Anne Teresa De Keersmaeker/Rosas, 1997): fotografie[58][59]
- Duke Bluebeard's castle (Anne Teresa De Keersmaeker/Rosas, 1998): fotografie[60]
- Drumming (Anne Teresa De Keersmaeker/Rosas, 1998): fotografie[61][62][63]
- Quartett (Anne Teresa De Keersmaeker/Rosas/tg stan, 1999): fotografie, set- en lichtontwerp[64]
- With / for / by (Anne Teresa De Keersmaeker/Rosas, 1999): fotografie, set- en lichtontwerp[65]
- I said I (Anne Teresa De Keersmaeker/Rosas, 1999): fotografie[66][67]
- In real time (Anne Teresa De Keersmaeker/Rosas/tg stan/AKA Moon, 2000): fotografie[68][69]
- Small hands (out of the lie of no) (Anne Teresa De Keersmaeker/Rosas, 2001): fotografie[70][71]
- Rain (Anne Teresa De Keersmaeker/Rosas/Ictus, 2001): fotografie[72][73]
- (but if a look should) April me (Anne Teresa De Keersmaeker/Rosas, 2002): fotografie[74][75]
- Once (Anne Teresa De Keersmaeker/Rosas, 2002): fotografie[76][77]
- Bitches Brew / Tacoma Narrows (Anne Teresa De Keersmaeker/Rosas, 2003): fotografie[78][79]
- Kassandra - speaking in twelve voices (Anne Teresa De Keersmaeker/Rosas, 2004): fotografie[80]
- Desh (Anne Teresa De Keersmaeker/Rosas, 2005): fotografie[81]
- Raga for the Rainy Season / A Love Supreme (Anne Teresa De Keersmaeker/Rosas, 2005): fotografie[82][83]
- D'un soir un jour (Anne Teresa De Keersmaeker/Rosas, 2006): fotografie[84][85]
- Bartók / Beethoven / Schönberg Repertory Evening (Anne Teresa De Keersmaeker/Rosas, 2006): fotografie en lichtontwerp (Quatuor n°4)
- Keeping Still part 1 (Anne Teresa De Keersmaeker/Rosas/Ann Veronica Janssens, 2007): fotografie[86]
- Zeitung (Anne Teresa De Keersmaeker/Rosas/Alain Franco, 2008): fotografie[87]
- The Song (Anne Teresa De Keersmaeker/Rosas/Ann Veronica Janssens/Michel François, 2009): fotografie[88][89]
- 3Abschied (Anne Teresa De Keersmaeker/Rosas/Jérôme Bel, 2010): fotografie[90][91]
- En Atendant (Anne Teresa De Keersmaeker/Rosas, 2010): fotografie[92][93]
- Cesena (Anne Teresa De Keersmaeker/Rosas/Björn Schmelzer/graindelavoix, 2011): fotografie[94][95]
- Partita 2 (Anne Teresa De Keersmaeker/Rosas/Boris Charmatz/Amandine Beyer, 2013): fotografie[96]
- Vortex Temporum (Anne Teresa De Keersmaeker/Rosas/Ictus, 2013): fotografie[97][98]
- Die Weise von Liebe und Tod des Cornets Christoph Rilke (Anne Teresa De Keersmaeker/Rosas/Michaël Pomero/Chryssi Dimitriou, 2015): fotografie[99]

## Samenwerking met Jan Decorte
Producties van Jan Decorte waaraan Herman Sorgeloos meewerkte: 
- Torquato Tasso (Jan Decorte/Het Trojaanse Paard, 1982): fotografie[100]
- King Lear (Jan Decorte/Het Trojaanse Paard, 1983): fotografie[101]
- Scènes/Sprookjes (Jan Decorte/Het Trojaanse Paard, 1983): decorontwerp[102]
- Mythologies (Jan Decorte/Het Trojaanse Paard, 1984): decorontwerp[103]
- Anatomie (Jan Decorte/Het Trojaanse Paard, 1984): decorontwerp[104]
- Kleur is alles (Jan Decorte/Het Trojaanse Paard, 1985): fotografie en decorontwerp[105][106]
- In het kasteel (Jan Decorte/Het Trojaanse Paard, 1985): fotografie en decorontwerp[107][108]
- Op een avond in... (Het Trojaanse Paard/ Jan Decorte, 1986): , fotografie, acteur, decorontwerp en kostuums[109][110]
- Het stuk stuk (Jan Decorte/Jan Decorte + Cie, 1987): fotografie en lichtontwerp[111][112]
- Titus Andonderonikustmijnklote (Jan Decorte/Jan Decorte + Cie, 1993): decorontwerp[113]

## Samenwerking met Josse De Pauw
Producties van Josse De Pauw waaraan Herman Sorgeloos meewerkte:
- SS (Josse De Pauw/Het Net/Brugge 2002, 2002): decorontwerp[114]
- Die siel van die mier (Josse De Pauw/Het Net/Het Muziek LOD, 2004): vormgeving[115]
- De Kreutzersonates (Josse De Pauw/Het Net, 2004): decorontwerp[116]
- Volk (Josse De Pauw/Het Toneelhuis, 2006): vormgeving[117]
- Ruhe (Josse De Pauw/Collegium Vocale Gent/Muziektheater Transparant, 2007): fotografie en scenografie[118]
- Babar / Le fils des étoiles (Josse De Pauw/Claire Chevallier/Muziektheater Transparant, 2008): scenografie[119]
- De versie Claus (Josse De Pauw/Het Toneelhuis, 2008): scenografie[120]
- Een nieuw requiem (Josse De Pauw/Muziektheater Transparant/I Solisti del Vento, 2009): fotografie en scenografie[121]
- Over de bergen (Josse De Pauw/Muziektheater Transparant, 2010): fotografie en scenografie[122]
- Raymond (Josse De Pauw/Manu Riche/KVS, 2012): scenografie[123]
- Escorial (Josse De Pauw/Collegium Vocale Gent/Muziektheater Transparant, 2013): lichtontwerp en scenografie[124][125]
- Huis (Josse De Pauw/Jan Kuijken/Lod Muziektheater, 2014): decorontwerp[126]
- De Sleutel (Josse De Pauw/Fumiyo Ikeda, 2016): decorontwerp[127]
- A Concert Called Landscape (Josse De Pauw, 2018): lichtontwerp en scenografie[128]

## Samenwerking met Jan Ritsema
Producties van Jan Ritsema waaraan Herman Sorgeloos meewerkte: 
- Wittgenstein Incorporated (Jan Ritsema / Kaaitheater, 1989): fotografie en scenografie[129]
- Van Wagner (Jan Ritsema / Dito'Dito, 1990): decorontwerp[130]
- Philoktetes Variaties (Jan Ritsema / Kaaitheater, 1994): scenografie en vormgeving[131]
- Kopnaad (Jan Ritsema / Kaaitheater, 1995): fotografie[132]
- Maria Salomé (Jan Ritsema / Kaaitheater, 1997): fotografie[133]
- Pour la fin du temps (Jan Ritsema / Grand Theatre Groningen, 1996): fotografie en decorontwerp[134]
- Hamle’t (Jan Ritsema/’t Barre Land, 2001): vormgeving[135]
- Pipelines, A Construction (Jan Ritsema / Avec Jan Jib Co, 2004): licht- en decorontwerp[136]
- KNOWH2OW (Jan Ritsema / Avec Jan Jib Co, 2006): fotografie[137]

## Samenwerking met Pieter De Buysser
Producties van Pieter De Buysser waaraan Herman Sorgeloos meewerkte: 
- Book burning (Pieter De Buysser /Hans Op de Beeck / Margarita Production, 2012): lichtontwerp[138]
- Landschap met springwegen (Pieter De Buysser / Margarita Production, 2014): scenografie[139]
- The Myth of the Great Transition (Pieter De Buysser / Hiros, 2014): scenografie[140]
- Immerwahr (Pieter De Buysser/ Hiros, 2015): scenografie[141]
- The Tip of the Tongue (Pieter De Buysser / ROBIN, 2017): scenografie[142]
- The After Party (Pieter De Buysser / ROBIN, 2017): scenografie[143]

- Digitale Bibliotheek voor de Nederlandse Letteren: sorg011
- Gemeinsame Normdatei: 1173903755
- International Standard Name Identifier: 0000 0000 3251 2693
- Library of Congress Control Number: n97848317
- Nederlandse Thesaurus van Auteursnamen: 110339029
- RKD-Nederlands Instituut voor Kunstgeschiedenis: 87441
- Système universitaire de documentation: 033900639
- Virtual International Authority File: 9947609
- WorldCat: E39PBJc3KFHGB3mPMtxJMkXjmd